# Scottish Second Division 2001/02
Die Scottish Football League Second Division wurde 2001/02 zum 27. Mal nach Einführung der Premier League als dritthöchste schottische Liga ausgetragen. Zudem war es die siebenundzwanzigste Austragung als dritthöchste Fußball-Spielklasse der Herren in Schottland unter dem Namen Second Division. In der Saison 2001/02 traten 10 Vereine in insgesamt 36 Spieltagen gegeneinander an. Jedes Team spielte jeweils viermal gegen jedes andere Team. Bei Punktgleichheit zählte die Tordifferenz.
Die Meisterschaft gewann Queen of the South, das sich damit gleichzeitig die Teilnahme an der First Division-Saison 2002/03 sicherte. Neben Queens stieg auch der Zweitplatzierte Alloa Athletic auf. Absteigen in die Third Division musste Greenock Morton. Der FC Clydebank wurde am Ende der Saison aus der Scottish Football League ausgeschlossen. Torschützenkönig mit 19 Treffern wurden John O’Neill von Queen of the South und Paul Tosh von Forfar Athletic.

## Statistiken

### Abschlusstabelle
| Pl. | Verein                  | Sp. | S  | U  | N  | Tore    | Diff. | Punkte |
| --- | ----------------------- | --- | -- | -- | -- | ------- | ----- | ------ |
| 1.  | Queen of the South      | 36  | 20 | 7  | 9  | 064:420 | +22   | 67     |
| 2.  | Alloa Athletic (A)      | 36  | 15 | 14 | 7  | 055:330 | +22   | 59     |
| 3.  | Forfar Athletic         | 36  | 15 | 8  | 13 | 051:470 | +4    | 53     |
| 4.  | FC Clydebank 1          | 36  | 14 | 9  | 13 | 044:450 | −1    | 51     |
| 5.  | Hamilton Academical (N) | 36  | 13 | 9  | 14 | 049:440 | +5    | 48     |
| 6.  | Berwick Rangers         | 36  | 12 | 11 | 13 | 044:520 | −8    | 47     |
| 7.  | FC Stranraer            | 36  | 10 | 15 | 11 | 048:510 | −3    | 45     |
| 8.  | FC Cowdenbeath (N)      | 36  | 11 | 11 | 14 | 049:510 | −2    | 44     |
| 9.  | FC Stenhousemuir        | 36  | 8  | 12 | 16 | 033:570 | −24   | 36     |
| 10. | Greenock Morton (A)     | 36  | 7  | 14 | 15 | 048:630 | −15   | 35     |

Platzierungskriterien: 1. Punkte – 2. Tordifferenz – 3. geschossene Tore – 4. Direkter Vergleich (Punkte, Tordifferenz, geschossene Tore)
| Saison 2001/02 |

| Zum Saisonende 2000/01 |                                   |
| (A)                    | Absteiger aus der First Division  |
| (N)                    | Aufsteiger aus der Third Division |